# Беноа Коснефроа
Беноа Коснефроа (фр. Benoît Cosnefroy; Шербург, 17. октобар 1995) француски је бициклиста који тренутно вози за  ворлд тур тим — Декатлон АГ2Р ла мондијал. Освојио је по једном Гран при ла Марсељеза, Етоил де Бесеж, Гран при сајклисте де Квебек, Бретање класик, Брабантсе пајл, Гран при ди Морбиан и Тур де Алпс маритимес трке. На Свјетском првенству освојио је златну медаљу у друмској трци за возаче до 23 године, док је на Европском првенству освојио сребрну медаљу у друмској трци за возаче до 23 године и бронзану медаљу у друмској трци. Амстел голд рејс и Флеш Валон је по једном завршио на другом мјесту, а на Тур де Франсу је био лидер брдске класификације на 15 етапа.

## Дјетињство и јуниорска каријера
Рођен је у породици која се бавила бициклизмом. Његов дјед је организовао трке у Енглеском каналу, док га је отац често водио да гледа трке. Бициклизмом је почео да се бави са осам година, у тиму Јунион конкорде брикебетес. Године 2011. прешао је у тим Еспоир де Каен, гдје је остао три године. Прву побједу остварио је са 16 година, на трци При Луј—Коснефроа, у част његовог чукундеде Луја Коснефрое. Године 2014. прешао је да се такмичи у категорији до 23 године и прешао је у тим Брикебек котентен, а послије годину дана прешао је у Шамбери, развојни тим АГ2Р ла Мондијала, након што је стопирао и провео у вожњи девет сати како би попунио пријаву. Године 2016. завршио је аматерско првенство Француске на другом мјесту, изгубивши у спринту од Валентена Мадуе, а затим је и првенство Француске за возаче до 23 године завршио на другом мјесту, иза Пола Урселена. У августу 2016. прешао је у АГ2Р ла Мондијал као стажер и завршио је Европско првенство за возаче до 23 године на четвртом мјесту.
Године 2017. вратио се у Шамбери, а исте године остварио је побједу на другој етапи трке Рон Алпс изере, након бијега у којем је провео око 160 km. Истог мјесеца завршио је трку Гран при де Плимелек—Морбиан на шестом мјесту, као последњи у спринту групе од четири возача која је дошла на циљ десет секунди иза Алексиса Виљермоа.

## Професионална каријера
У августу 2017. прешао је у АГ2Р ла Мондијал, гдје је почео професионалну каријеру, али је до краја године возио углавном трке за младе возаче, освојивши сребрну медаљу на Европском првенству у друмској вожњи за возаче до 23 године, гдје је завршио двије секунде иза Каспера Педерсена, одспринтавши Марка Иршија. У финишу сезоне освојио је Свјетско првенство за возаче до 23 године, одспринтавши Ленарда Кемну са којим је стигао на циљ.
Године 2018. завршио је Бретање класик на деветом мјесту, преко минут иза Оливера Насена, након чега је и Копа Сабатини завршио на деветом мјесту у спринту групе у којем је побиједио Хуан Хосе Лобато. У финишу сезоне завршио је Париз—Тур на трећем мјесту, 25 секунди иза Серена Краг Андерсена, изгубивши у спринту од Никија Терпстре са којим је дошао на циљ. Године 2019. у априлу је освојио класик Париз—Камемберт три секунде испред Пјер Лука Перишона, а десет дана касније завршио је Флеш Валон на 12 мјесту, у групи која је дошла на циљ 11 секунди иза Жилијена Алафилипа. Почетком јуна освојио је Гран при де Плимелек—Морбиан побиједивши у спринту Хесуса Ераду и Ода Кристијана Екинга, са којима је дошао на циљ. У јулу је возио своју прву гранд тур трку — Тур де Франс, који је завршио на 113 мјесту у генералном пласману. Дана 18. августа освојио је Ла поли Норманд класик, двије секунде иза Валентена Ферона, након чега је освојио Тур ди Лимузен трку уз једну етапну побједу и освојену класификацију за најбољег младог возача, што му је била прва освојена етапна трка и пета побједа у сезони. У септембру је завршио Бретање класик на седмом мјесту, 20 секунди иза Сепа Ванмаркеа, а у финишу сезоне је изабран у тим Француске за Свјетско првенство, као подршка за Алафилипа. Првенство је завршио на 42 мјесту, скоро 11 минута иза Мадса Педерсена док је Алафилип завршио два и по минута иза.
На почетку 2020. освојио је Гран при ла Марсељеза класик у спринту четворочлане групе, а затим је освојио трку Етоил де Бесеж, 13 секунди испред Алберта Бетиола. У марту је завршио Дром класик на петом мјесту, 26 секунди иза Сајмона Кларка, након чега је сезона прекинута због пандемије ковида 19, а трке су или одложене или отказане. Након што је сезона настављена, у августу је побиједио на последњој, четвртој етапи трке Ла Руте д’Окитаније, двије секунде испред групе у којој су били Бауке Молема, Тибо Пино, Еган Бернал и Александар Власов. Изабран је у састав тима Француске за Европско првенство, гдје је друмску трку завршио на десетом мјесту у спринту, у којем је побиједио Ђакомо Ницоло. У августу је возио Тур де Франс, гдје је био у бијегу на другој етапи, освојио највише бодова на успонима и преузео тачкасту мајицу, за лидера брдске класификације, а добио је и награду за најагресивнијег возача на етапи. У бијегу је био на још неколико етапа, а тачкасту мајицу носио је на 15 етапа, прије него што је изгубио на етапи 17 од Погачара, а на крају је завршио на шестом мјесту у брдској класификацији, као и на 116 мјесту у генералном пласману. Дана 30. септембра, возио је Флеш Валон, који је завршио на другом мјесту, иза Иршија, који је побиједио нападом на успону Мур де Иј. Четири дана касније, Лијеж—Бастоњ—Лијеж је завршио на 18 мјесту, док је у финишу сезоне завршио Брабантсе пајл на трећем мјесту, иза Алафилипа и Метјуа ван дер Пула, након што су се одвојили у финишу. Париз—Тур је завршио на другом мјесту, изгубивши у спринту од Каспера Педерсена.
Године 2021. завршио је Брабантсе пајл на осмом мјесту, у групи која је дошла седам секунди иза Тома Пидкока и Ваута ван Арта, који су напали на 30 km до циља заједно са Матеом Трентином. Дана 12. маја освојио је Тур ди Финестре класик, а у августу је освојио прву ворлд тур трку — Бретање класик, гдје је побиједио у спринту Алафилипа након што су били у бијегу преко 50 километара. Дана 4. септембра , освојио је класик Тур ди Жира, побиједивши у спринту у групи од четири возача који су дошли на циљ, испред Симонеа Веласка, Валентена Мадуе и Наира Кинтане. Недељу дана касније возио је друмску трку на Европском првенству, гдје је Ремко Евенепул напао на 22 km до циља, што су пратили само Коснефроа и Сони Колбрели. На успону на 11 km до циља је отпао и завршио је на трећем мјесту, минут и по иза Колбрелија који је одспринтао Евенепула. У финишу сезоне завршио је Тре вали Варезине на четвртом мјесту, у групи која је дошла на циљ 38 секунди иза Алесандра де Маркија и Давидеа Формола, изгубивши у спринту за треће мјесто од Тадеја Погачара.
Године 2022. завршио је Дром класик на трећем мјесту, дошавши на циљ са Гијомом Мартеном, три секунде иза Јонаса Вингегора. Дана 10. априла возио је Амстел голд рејс, гдје је Тиш Бенот напао у последњих 50 километара и одвојила се група од 11 возача. Михал Квјатковски је напао у последњих 10 километара, што је пратио само Коснефроа и стекли су 27 секунди предности до последњег успона — Бемелерберга. Радили су заједно до краја, а у спринту је дјеловало да је Коснефроа побиједио и славио је са тимом, након чега је прегледањем снимка фото финиша утврђено да је Квјатковски побиједио. Три дана касније, завршио је Брабантсе пајл на другом мјесту, 37 секунди иза Магнуса Шефилда, побиједивши у спринту Ворена Баргија. Дана 9. септембра возио је Гран при сајклисте де Квебек, гдје је вожено 16 кругова по 12,6 km. Погачар, Ван Арт и Кристоф Лапорт су напали на почетку посљедњег круга, али су достигнути, након чега је напала група од четири возача који су стекли десет секунди предности, али су достигнути на 5 km до циља. На 2 km до циља напао је Коснефроа, што нико није пратио и побиједио је четири секунде испред велике групе коју је одспринтао Мајкл Метјуз. Два дана касније возио је Гран при сајклисте де Монтреал, гдје је вожено 17 кругова, који су садржали успон Коте де Камилјен Уд. На почетку успона у посљедњем кругу Адам Јејтс је напао, што је пратио Погачар, а касније су им се придружили Давид Году, Ван Арт и Андреа Бађиоли, док је Коснефроа остао у групи иза и завршио је на 20 мјесту, 35 секунди иза Погачара. У финишу сезоне завршио је Тре вали Варезине на петом мјесту, у групи коју је одспринтао Погачар.
Године 2023. почетком априла је завршио Ронде ван Фландерен на 16 мјесту, преко пет минута иза Погачара, који је остварио соло побједу након неколико напада у последњих 50 километара. Брабантсе пајл завршио је на трећем мјесту, 20 секунди иза Доријана Годона и Бена Хилија, након чега је Амстел голд рејс завршио преко три минута иза Погачара који је остварио соло побједу. У јулу је возио Тур де Франс, гдје у првих 100 километара четврте етапе нико није покушавао да оде у бијег, због чега су етапу многи означили као најдосаднију на Туру. У последњем дијелу етапе отишао је у бијег заједно са Антонијем Делапласом и добио је награду за најагресивнијег возача на етапи, због чега је изјавио да је пресрећан, као и да је било емотивно за њега то што су били заједно у бијегу, јер живе близу у Нормандији и често возе заједно. Завршио је на 101 мјесту у генералном пласману. У августу је Тур ди Лимузен трку завршио на другом мјесту у генералном пласману, 38 секунди иза Ромена Грегоара, док је у финишу сезоне возио класике, завршивши Гран при сајклисте де Монтреал на 27 и Копа Агостини на 25 мјесту.
Године 2024. на почетку сезоне је освојио трку Тур де Алпс маритимес двије секунде испред Винченца Албанезеа, уз побједу на другој етапи и освојену класификацију по поенима. Почетком марта је возио Страде Бјанке, гдје је Погачар напао на 81 km до циља и остварио соло побједу, док је Коснефроа завршио на шестом мјесту, четири и по минута иза. Дана 16. марта возио је Милано—Санремо, гдје је Погачар напао на успону Пођо ди Санремо и након спуста се одвојила група од 12 возача, гдје је у спринту побиједио Јаспер Филипсен, а Коснефроа је завршио на 20 мјесту, у групи која је дошла на циљ 35 секунди иза прве групе. Десет дана касније освојио је класик Париз—Камемберт, побиједивши у спринту испред Клемена Вентуринија. Дана 10. априла возио је Брабантсе пајл, гдје су на другом од четири прелаза преко успона Москестрат напали и одвојили се Марајн ван дер Берг, Тим Веленс и Дилан Тунс, а на последњем прелазу, након што је разлика пала на десет секунди, достигли су их Коснефроа и Квинтен Херманс. Касније су их достигли Џеферсон Кепеда и Џозеф Блекмор а у спринту је побиједио Коснефроа, освојивши трку по први пут, након што је три пута претходно завршавао на подијуму. Четири дана касније возио је Амстел голд рејс. На 36 km до циља напао је Ричард Карапаз, што је одмах пратио Ван дер Пул, а затим и остали возачи. На 35 km до циља напао је Ирши, што су пратили Молема, Роџер Адрија и Мадуа, а затим су их достигли Маури Вансевенант, Пељо Билбао, Бенот и Пидкок. Они су стекли 51 секунду предности на 21 km до циља, а на успону Кауберг више возача је нападало и били су подијељени у неколико група. Пидкок је напао на 5,5 km до циља, што су пратили Ирши, Вансевенант и Бенот, а у спринту је побиједио Пидкок; остали возачи који су били у бијег скоро су их достигли и завршили су у истом времену, док је Коснефроа завршио у другој групи, која је дошла на циљ 11 секунди иза прве, а коју је одспринтао Метјуз. Три дана касније возио је Флеш Валон,гдје је Серен Краг Андерсен био у бијегу, а на 28 km до циља из главне групе су напали Стивен Вилијамс, Кевин Вокелен, Максим ван Гилс, Сантијаго Буитраго и Карапаз. Они су достигнути на 17 km до циља, а Андерсен на 15 km до циља. На успону Мур де Иј, Вилијамс је напао у последњих 200 метара и побиједио испред Вокелена и Ван Гилса, док је Коснефроа завршио на четвртом мјесту, три секунде иза. Дана 21. априла возио је Лијеж—Бастоњ—Лијеж, гдје је Погачар напао на 35 km до циља и остварио соло побједу, док је Коснефроа завршио на 16 мјесту, у групи која је дошла на циљ преко два минута иза. Почетком маја освојио је Гран при ди Морбиан класик, побиједивши у спринту испред Алекса Цинглеа и Арноа де Лија, након чега је освојио Тур ди Финестре класик, побједом у спринту испред Корбина Стронга и Рудија Молара.

## Резултати на тркама

### Резултати на гранд тур тркама
| Гранд тур трке  | 2019. | 2020. | 2021. | 2022. | 2023. | 2024. |
| --------------- | ----- | ----- | ----- | ----- | ----- | ----- |
| Ђиро д’Италија  | —     | —     | —     | —     | —     | —     |
| Тур де Франс    | 113   | 116   | 107   | 91    | 101   |       |
| Вуелта а Еспања | —     | —     | —     | —     | —     |       |

| — | Није учествовао |
|   | Није завршио    |